# Unbibi
Unbibi (ang. unbibium) – hipotetyczny pierwiastek chemiczny o liczbie atomowej 122, niezsyntetyzowany do tej pory. Jego nazwa została utworzona z liczby atomowej, zgodnie z regułami nazewnictwa pierwiastków transuranowych, ustalonymi przez IUPAC.

## Historia
Pierwszą próbę syntezy unbibi metodą gorącej fuzji podjął w 1972 r. Gieorgij Florow:
23892U + 6630Zn → 304122Ubb* → bez wyniku
W 1978 roku podjęto próbę syntezy w Instytucie Badań Ciężkich Jonów w Darmstadt, bombardując naturalną mieszaninę izotopów erbu izotopem 136 ksenonu:
nat68Er + 13654Xe → 298,300,302,303,304,306122Ubb* → bez wyniku
Te wczesne próby były motywowane hipotezą występowania pierwiastków superciężkich w środowisku naturalnym.
W roku 2000 w Instytucie Badań Ciężkich Jonów podjęto nową próbę syntezy:
23892U + 7030Zn → 308122Ubb* → bez wyniku
W 2003 roku rosyjscy uczeni z Instytutu w Dubnej przeprowadzili próby syntezy jąder złożonych, aby zbadać procesy rozszczepienia jąder pierwiastków superciężkich. Pośród badanych reakcji, do powstania jądra złożonego o Z=122 prowadziły reakcje 248Cm i 58Fe oraz 242Pu i 64Ni:
24896Cm + 5826Fe → 306122Ubb* → rozszczepienie
24294Pu + 6432Ni → 306122Ubb* → rozszczepienie
Jądra te istniały przez ok. 10−18 sekundy. Stwierdzono, że rozszczepienie tych jąder ma charakter asymetryczny; w procesie tym, jako lżejszy produkt rozszczepienia najczęściej tworzone są jądra o liczbie protonów i neutronów podobnej do podwójnie magicznego jądra 13250Sn.

### Doniesienie o występowaniu naturalnym
24 kwietnia 2008 grupa kierowana przez Amnona Marinova z Uniwersytetu Hebrajskiego w Jerozolimie ogłosiła wykrycie kilku atomów unbibi-292 w naturalnie występujących złożach toru. Zawartość pierwiastka określono na 10−12–10−11 zawartości toru. Autorzy uznali także, że czas połowicznego rozpadu tego izotopu jest rzędu 108 lat, co umożliwiło jego wykrycie. Wyniki te nie zostały opublikowane w recenzowanym czasopiśmie naukowym.
Artykuł spotkał się z krytyką środowiska naukowego, podważającą poprawność przeprowadzenia eksperymentu. Prócz tego otrzymane wyniki odbiegają znacznie od dotychczasowej wiedzy na temat pierwiastków superciężkich; unbibi ma prawdopodobnie właściwości chemiczne istotnie różne od toru (ze względu na efekty relatywistyczne, zmieniające kolejność zapełniania orbitali elektronowych). Ponadto istnienie długożyciowego izotopu o tak małej liczbie neutronów, daleko od ścieżki stabilności, wydaje się nieprawdopodobne.
Powtórzenie eksperymentów z próbką toru za pomocą innej metody, przy 100-krotnie wyższej czułości pomiaru, nie potwierdziło wyników grupy Marinova. Pierwiastek ten pozostaje nieodkryty.